# しじみ (小惑星)
しじみ (29431 Shijimi) は、太陽系の小惑星帯を形成する小惑星の一つ。
日本の島根県八束郡にあった八束町（現・松江市）で、1997年（平成9年）4月12日にアマチュア天文家の安部裕史によって発見された。

## 命名
この小惑星の名前は、松江地方の特産品である二枚貝の「シジミ（蜆）」に由来する。2002年（平成14年）9月15日に島根県松江市で開催された「宇宙の日」ふれあいフェスティバル2002において、あらかじめ公募されていた命名案の中から、子供達の拍手の大きさをもって選ばれ、国際天文学連合 (IAU) に提案された。IAUはこの提案を承認し、2003年（平成15年）3月18日の小惑星回報 (MPC 48160) で正式に発表した。